# Malaxis hagsateri
Malaxis hagsateri är en orkidéart som beskrevs av Gerardo A. Salazar. Malaxis hagsateri ingår i släktet knottblomstersläktet, och familjen orkidéer. Inga underarter finns listade i Catalogue of Life.